# Alchimia (film)
Alchimia (Dirty Work), anche noto con il titolo Sporco lavoro nella versione di Carlo Croccolo e Franco Latini, è un cortometraggio del 1933 diretto da Lloyd French e interpretato da Stanlio e Ollio.

## Trama
Ridotti sul lastrico, Stanlio e Ollio lavorano come spazza camini sperando di fare qualche soldo e vanno a casa di uno scienziato pazzo per pulirgli il camino, nel tentativo di riscuotere qualcosa. Mentre si danno da fare, lo scienziato riesce a inventare una pozione in grado di ringiovanire persone e animali.
Stanlio e Ollio nel frattempo ne combinano di tutti i colori distruggendo il camino e riempiendo la stanza di polvere e fumo mandando su tutte le furie il maggiordomo dello scienziato, Giuseppe. Stanlio e Ollio sono in procinto di andar via ma lo scienziato li trattiene per farli assistere all'esperimento che ringiovanisce: lo scienziato riempie una vasca d'acqua e vi immerge un'anatra adulta, dopodiché aggiunge una goccia della pozione e l'anatra diventa un anatroccolo e infine ridiventa un uovo. Stanlio e Ollio pensano che sotto a tutto ciò vi sia un trucco e vogliono provare sfruttando un pesce presente in un acquario nella stanza, ma Stanlio spinge distrattamente Ollio nella vasca insieme alla brocca della pozione che a quel punto ringiovanisce talmente tanto da diventare una scimmia.

## Citazioni in altri montaggi
- Non andiamo a lavorare, montaggio del 1947 includente anche i corti Annuncio matrimoniale e Falegnami. Il doppiaggio è di Mauro Zambuto e Alberto Sordi.
- Gli allegri passaguai, montaggio del 1967 includente anche Annuncio matrimoniale, Un nuovo imbroglio e La bugia. Il doppiaggio è vario.